# NGC 1255

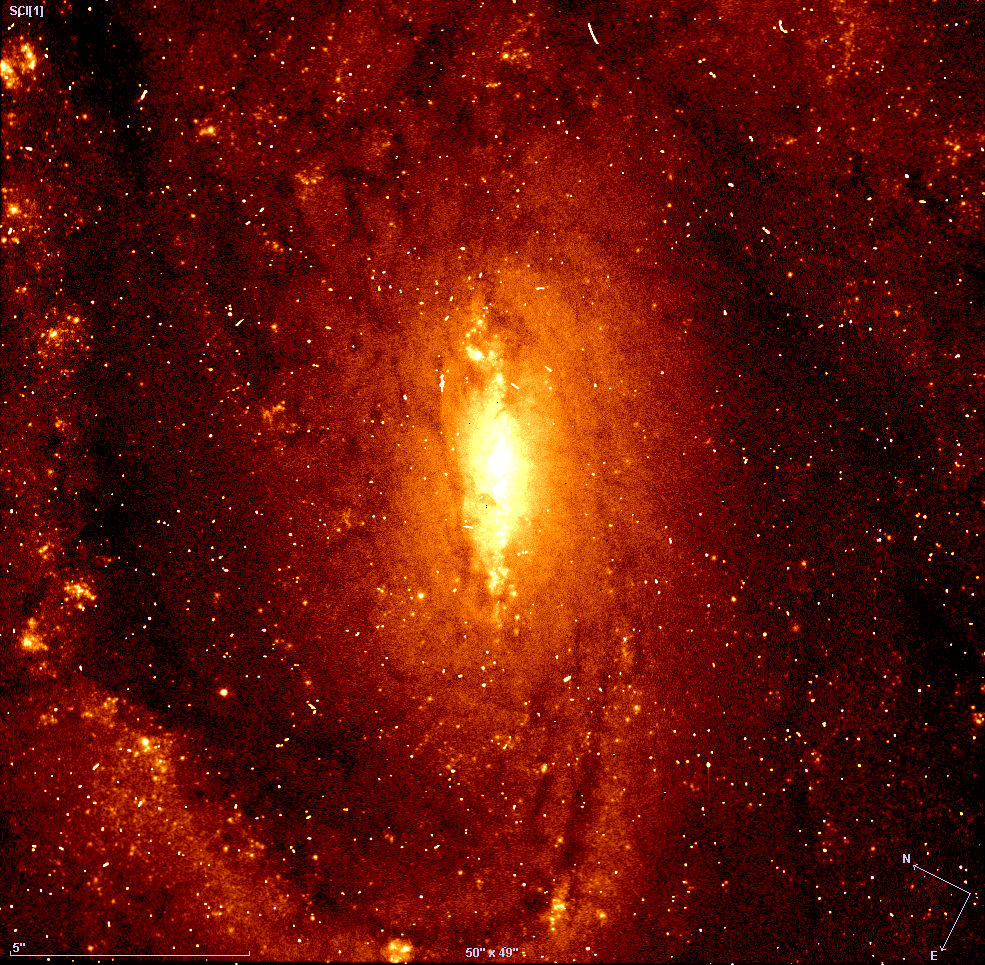
NGC 1255 par le télescope spatial Hubble.

NGC 1255 est une galaxie spirale intermédiaire située dans la constellation du Fourneau. Elle a été découverte par l'astronome américain Edward Emerson Barnard en 1883.

## Caractéristiques
Sa vitesse par rapport au fond diffus cosmologique est de 1 542 ± 11 km/s, ce qui correspond à une distance de Hubble de 22,7 ± 1,6 Mpc (∼74 millions d'al).
À ce jour, 31 mesures non basées sur le décalage vers le rouge (redshift) donnent une distance de 17,925 ± 4,202 Mpc (∼58,5 millions d'al), ce qui est à l'intérieur des valeurs de la distance de Hubble. Notons cependant que c'est avec la valeur moyenne des mesures indépendantes, lorsqu'elles existent, que la base de données NASA/IPAC calcule le diamètre d'une galaxie et qu'en conséquence le diamètre de NGC 1255 pourrait être d'environ 35,3 kpc (∼115 000 al) si on utilisait la distance de Hubble pour le calculer.
La classe de luminosité de NGC 1255 est II-III et elle présente une large raie HI.

## Supernova
La supernova SN 1980O a été découverte dans NGC 1255 le 30 octobre 1980 par l'astronome allemand Hans-Emil Schuster à l'Observatoire européen austral. Le type de cette supernova n'a pas été déterminé.

## Groupe de NGC 1255
NGC 1255 est la galaxie la plus grosse d'un groupe d'au moins sept galaxies qui porte son nom. Les six autres galaxies du groupe de NGC 1255 sont NGC 1201, NGC 1302, ESO 480-25, ESO 481-14, ESO 481-18, et ESO 481-19.